# 코통 드 레위니옹
코통 드 레위니옹(프랑스어: Coton de Réunion)은 프랑스 레위니옹 원산의 애완용 개 품종이다. 마다가스카르 원산인 코통 드 튈레아르의 원종이며, 외관은 코통 드 튈레아르와 유사하다.